# Paucidentula anonyma
Paucidentula anonyma är en djurart som tillhör fylumet käkmaskar, och som beskrevs av Wolfgang Sterrer 1998. Paucidentula anonyma ingår i släktet Paucidentula och familjen Paucidentulidae. Inga underarter finns listade i Catalogue of Life.